# Покрытан, Анатолий Карпович
Анато́лий Ка́рпович Покрыта́н (2 декабря 1920, Одесса — 27 сентября 2003, Одесса) — советский и украинский экономист, специалист по вопросам политической экономии, профессор.

## Биография
Родился 2 декабря 1920 года в Одессе.
В 1939—1943 годах служил в рядах Красной Армии. В 1941—1943 годах воевал в составе войск Юго-Западного фронта, Северо-Западного, Калининского фронтов. 23 марта 1943 года подорвался на мине, в результате чего ослеп. Совершал неудачный побег из госпиталя с целью вернуться на фронт. С новым своим положением смирился не сразу. В госпитале познакомился с точечной системой Брайля.
Поступил на первый курс Иркутского педагогического института. Получил одну из двух именных стипендий факультета. После второго курса переехал в Одессу и продолжил обучение в Одесском педагогическом институте имени К. Д. Ушинского. В 1948 году успешно окончил филологический факультет института.
Был зачислен в учётно-кредитный техникум преподавателем политэкономии. Директор техникума и не догадался о том, что Покрытан не видит. Позже заведующий учебной частью заподозрил его в пьянстве, так как видел, как Анатолий «задел плечом печку», «едва устоял на ногах». А Покрытан не мог отсчитать количество шагов до печки, так как в коридоре всегда было полно мешающих студентов. И ему пришлось признаться, что он не видит. Первым пошел к директору. Его оставили в техникуме, потому что как преподаватель он уже себя успел зарекомендовать. После более чем десяти операций ему было возвращено 10 % зрения.
В 1952 году защитил диссертацию на соискание ученой степени кандидата экономических наук. Потом было присвоено ученое звание доцента. До 1968 года заведовал кафедрой в Одесском государственной педагогическом институте имени К. Д. Ушинского. В 1967 году защитил диссертацию на соискание ученой степени доктора экономических наук.
С 1968 года преподавал в Одесском институте народного хозяйства, заведовал кафедрой политической экономии, а затем — кафедрой экономических теорий уже Одесского экономического университета.
Являлся академиком Академии высшей школы Украины.
Умер 27 сентября 2003 года в Одессе. Похоронен на 2-м Христианском кладбище.

## Научная деятельность
Один из основателей одесской экономической школы. Автор более 200 научных и научно-методических трудов, в том числе около 20 монографий и учебников по вопросам экономической теории.

### Некоторые работы
- Вопросы социалистического воспроизводства общественного продукта. К., 1965. 188 с.
- Восхождение от абстрактного к конкретному в политической экономии социализма / А. К. Покрытан, С. В. Новиков. М.: Высшая школа, 1982. 120 с.
- Историческое и логическое в экономической теории социализма. М.: Мысль 1978. 248 с.
- Фонд возмещения I подразделения и проблема сбалансированности / А. К. Покрытан, В. В. Лапин. М.: Экономика, 1982. 167 с.

## Награды
- Ордена Отечественной войны 1, 2 степеней, Трудового Красного Знамени.
- 10 медалей.
- Почетный звания «Заслуженный работник высшей школы Украинской ССР», «Заслуженный деятель науки и техники Украины»

## Память
- В Одесском государственном экономическом университете ежегодно проходят «Покрытановские чтения», посвящённые памяти учёного.